# 펠햄 123
《펠햄 123》(The Taking Of Pelham 123)은 미국의 토니 스콧 감독이 제작한 영화이다. 지하철에서 일어난 납치 사건을 소재로 다루었다.

## 줄거리
뉴욕 도심 펠햄역에서 오후 1시 23분에 출발하는 열차가 납치당한다. 지하철 배차원 가버는 선로에 갑자기 멈춰선 펠햄 123호와의 접촉을 시도하지만 테러 조직의 우두머리 라이더(Lyder)와 교신이 된다.

제한시간 한 시간 안에 라이더가 요구한 천만 달러를 주어야 한다. 라이더는 가버를 협상자로 선택하고 뉴욕 시민의 목숨을 담보로 정확히 한 시간 안에 현금 천만 달러를 요구한다. 그는 1분 늦을 때마다 인질을 한 명씩 죽이겠다고 협박하며 카운트다운을 시작한다.

하지만, 이것은 사상 최악의 협상었고 천만 달러는 속임수였다. 뉴욕의 교통이 마비된 가운데, 제한 시간 몇 분을 남겨두고 현금 수송 차량이 추돌하는 사고가 발생하고 라이더는 약속 시간을 어겼다는 이유로 가차없이 인질을 죽인다. 이제 뉴욕 시민의 목숨을 구하려면 가버가 직접 지하철로 뛰어들 수밖에 없다. 그러나 테러범들의 정체가 서서히 드러나면서 천만달러는 속임수였다는 것이 밝혀지고 만다.

## 출연
- 덴절 워싱턴 - 월터 가버
- 존 트래볼타 - 라이더 / 데니스 포드
- 제임스 갠돌피니 - 뉴욕 시장
- 빅터 고이체이 - 배시킨
- 존 터투로 - 빈센트 카모네티 경위
- 루이스 구스만 - 필 라모스
- 라몬 로드리게스 - 델가도
- 로버트 바타이 - 엠리
- 벵가 아킨나베 - 월리스
- 앨릭스 칼루즈스키 - 조지
- 마이클 리스폴리 - 존 존슨
- 존 벤저민 히키 - 라샐 부시장
- 제이슨 버틀러 하너 - 미스터 토머스
- 프랭크 우드 - 스터먼 경사
- 온재뉴 엘리스 - 테리사 가버
- 브라이언 헤일리 - 힐 서장
- 에이드리언 마티네즈 - 캐비